# TF1
TF1 (Télévision Française 1) er en fransk tv-kanal privatiseret 6. januar 1975.
Kanalen startede sine udsendelser 26 april 1935.

## Programmer

### Serier
Franske serier :
- Alice Nevers, le juge est une femme
- Camping Paradis
- Clem
- Doc Martin
- Interpol
- Joséphine, ange gardien
- Julie Lescaut
- Mes amis, mes amours, mes emmerdes
- Profilage
- RIS, police scientifique
- Section de recherches
- Une famille formidable
- Week-end chez les toquées

 Danske serier :
- Rita

 Amerikanske serier :
- Brothers and Sisters
- Chuck
- Dirty Sexy Money
- Dr House
- Esprits criminels (Criminal Minds)
- Gossip Girl
- Grey's Anatomy
- Les Experts
- Les Experts : Manhattan
- Les Experts : Miami
- Les Feux de l'amour (The Young and the Restless)
- Les Frères Scott (One Tree Hill)
- Mentalist
- New York, unité spéciale
- Nikita
- Walker, Texas ranger

### Reality-tv
- Baby-boom (i en barselsorlov)
- Danse avec les stars (Vild med dans)
- Secret Story (Big Brother med hemmeligheder)
- Koh-Lantha (Survivor)

## Eksterne henisniniger
- TF1 (fransk)

48°50′02″N 2°15′38″Ø / 48.833861111111°N 2.2606388888889°Ø
| Fjernsyn | Spire Denne artikel om en tv-kanal er en spire som bør udbygges. Du er velkommen til at hjælpe Wikipedia ved at udvide den. |